# Вледень (Ботошань)
Вледень, Вледені (рум. Vlădeni) — село у повіті Ботошані в Румунії. Входить до складу комуни Вледень.
Село розташоване на відстані 366 км на північ від Бухареста, 11 км на захід від Ботошань, 101 км на північний захід від Ясс.

## Населення
За даними перепису населення 2002 року у селі проживали 1298 осіб, з них 1296 осіб (99,8%) румунів. Рідною мовою 1297 осіб (99,9%) назвали румунську.